# 기원전 18년

## 연호
- 전한(前漢) 홍가(鴻嘉) 3년

## 기년
- 전한(前漢) 성제(成帝) 15년
- 신라(新羅) 혁거세 거서간(赫居世居西干) 40년
- 고구려(高句麗) 유리명왕(瑠璃明王) 2년
- 백제(百濟) 온조왕(溫祚王) 원년

## 사건
- 온조왕이 백제를 세우고 위례성에 도읍을 정하다.[1]

## 사망
- 미추홀국(彌鄒忽國)의 초대(招待) 국왕(國王) 비류(沸流)

## 참고 문헌
- 김부식 (1145). 〈권제1 혁거세 거서간 條〉. 《삼국사기》.